# David Kaufman
David Kaufman (Saint Louis, Missouri, 1961. július 23. –) amerikai színész.

## Pályafutása
Kauffmann a főiskolai tanulmányaitól kezdve tevékenyen képezte magát, hogy professzionális filmes és televíziós színész váljék belőle.
A Daly család színészeivel több projekten is közösen dolgozott. Tim Daly a Superman: A rajzfilmsorozat részeiben és ennek az utósorozatiban volt a kollégája, ahol Jimmy Olsent játszotta. Dalyvel közösen szerepelt 1995-ben a Wingsben, ahol a felesége, Lisa is játszott. Ők ketten egy párt alakítottak, akiknek az esküvőjén a Daly által megformált Joe és jegyese, Helen, összevesztek. Tim testvérével, Tyne Dalyvel a Kids Like These filmben játszott együtt, majd pedig a Justice League: Doom animációs játékfilmben fog együtt dolgozni Timmel.

## Magánélete
Kaufman 1990-ben vette el a szintén színész Lisa Picotte-ot. Két gyermekük van, mindketten színészek: Henry Oliver Kaufman és Grace Kaufman.

## Filmográfia

### Televíziós sorozatok
- Down to Earth (TBS'')
- Haunted Lives: True Ghost Stories (CBS'')
- Dweebs (CBS'') és Presidio Med (CBS'')

Többek között a következő filmekben volt vendégszerepe
- Animánia
- Boston Legal – Jogi játszmák
- The Closer
- Vészhelyzet
- Csillagkapu
- Az elnök emberei
- CSI: A helyszínelők
- Angyali érintés
- Citizen Baines
- Hollywood Off-Ramp
- Egyről a kettőre
- Wings
- Matlock
- Night Court
- Just the Ten of Us
- Highway to Heaven
- Simon and Simon
- Star Wars: A klónok háborúja

#### Animációs sorozatok
- Goldie & Bear - Brix és Beanstalk Jack
- A Nickelodeon Danny Phantom animációs sorozata
- Aldrin Pesky a Disney Channel The Buzz on Maggie sorozatában.

## Fordítás
- Ez a szócikk részben vagy egészben  a   David Kaufman című angol Wikipédia-szócikk fordításán alapul.  Az eredeti cikk szerkesztőit annak laptörténete sorolja fel. Ez a jelzés csupán a megfogalmazás eredetét és a szerzői jogokat jelzi, nem szolgál a cikkben szereplő információk forrásmegjelöléseként.